# Устрон
У̀строн (на полски: Ustroń) е град в Южна Полша, Силезко войводство, Чешински окръг. Административно е обособен като самостоятелна градска община с площ 59,03 км2. Градът е популярен балнеоложки център.

## Население
Според данни от полската Централна статистическа служба, към 1 януари 2014 г. населението на града възлиза на 16 003 души. Гъстотата е 271 души/км2.